# Fläckig visseland
Fläckig visseland (Dendrocygna guttata) är en fågel i familjen änder inom ordningen andfåglar.

## Utbredning och systematik
Fågeln förekommer från Sulawesi till Nya Guinea, Bismarckarkipelagen och södra Filippinerna. Nyligen har den även koloniserat Australien, med en liten häckpopulation utmed västkusten av Kap Yorkhalvön. Den behandlas som monotypisk, det vill säga att den inte delas in i några underarter.

## Status

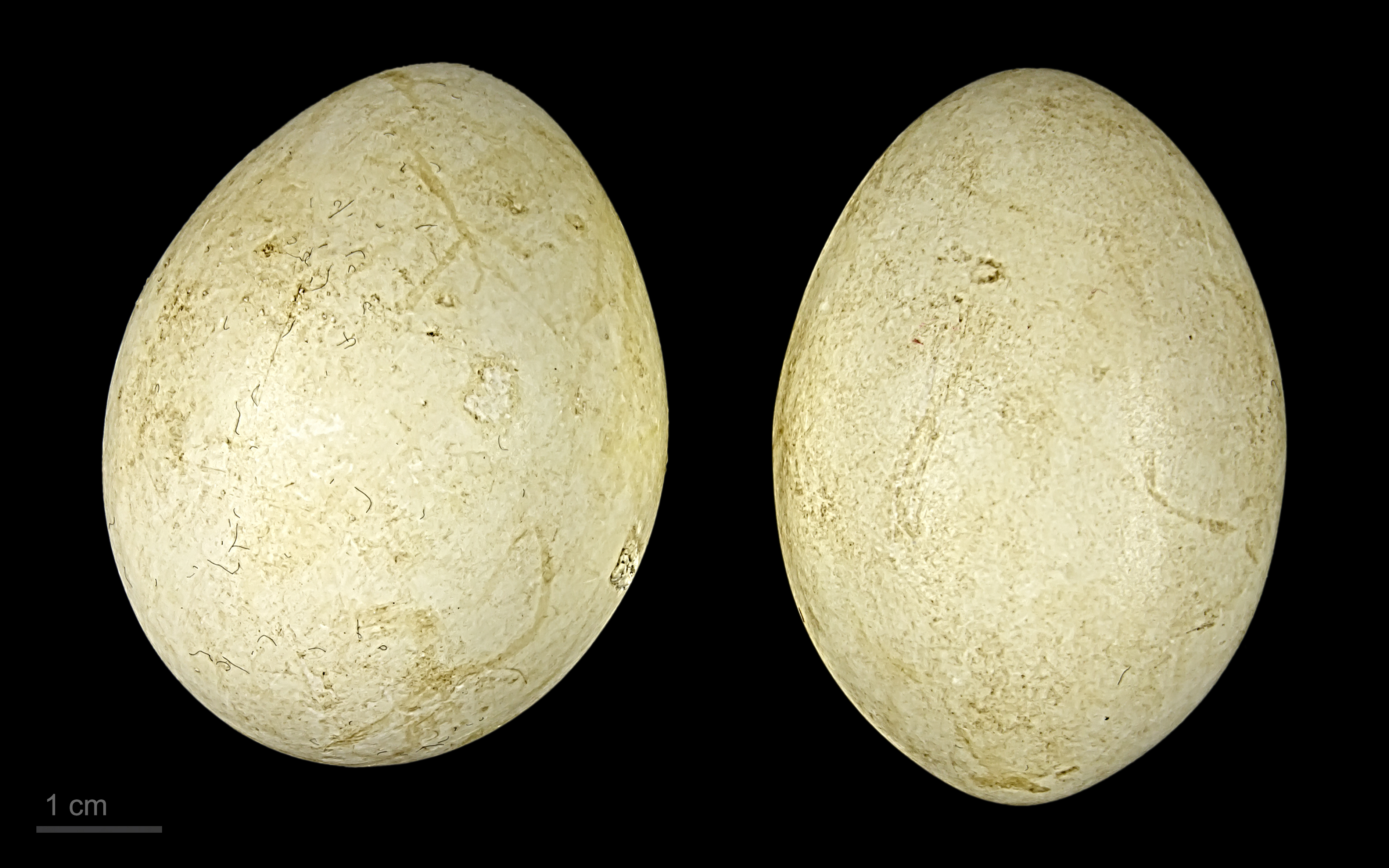
Ägg från fläckig visseland.

Fläckig visseland har ett stort utbredningsområde och ett stabilt men relativt litet bestånd uppskattat till endast 6 000–17 000 vuxna individer. Internationella naturvårdsunionen IUCN listar den som livskraftig.